# Universidad Maimónides
La Universidad Maimónides es una universidad privada seglar situada en Buenos Aires, Argentina. Fue fundada por la Fundación Científica Felipe Fiorellino el 20 de junio de 1990. Su funcionamiento fue autorizado por el Ministerio de Educación de la Nación Argentina el 20 de junio del mismo año por la Resolución n.º 1097/90. En su estatuto fundacional creó el Instituto Superior de Investigaciones. Su nombre homenajea al médico y filósofo Maimónides. La sede original se encuentra en la calle Talcahuano 456, Ciudad Autónoma de Buenos Aires, donde actualmente funciona el rectorado de la Universidad.
Su objetivo fundacional es la formación interdisciplinaria de los estudiantes en todas las áreas del saber, inculcando la vocación por la investigación y la creación del conocimiento. Asimismo, se propone responder de manera integral a la sociedad a través de la difusión del arte, la cultura, la ciencia, la vinculación con sectores sociales y productivos y el acercamiento a la comunidad, con programas de promoción y cuidado de la salud.
Estas acciones se logran gracias a una amplia agenda de actividades, infraestructura de última generación, convenios con diversas entidades educativas nacionales e internacionales y a las iniciativas de los profesionales que conforman cada una de las unidades académicas.

## Oferta educativa
Con un total de 28 carreras de grado, tanto en formato presencial como a distancia, y 27 programas de posgrado entre especializaciones, maestrías y doctorados. Además, se suman 4 centros de investigación con más de 60 investigadores, lo que completa así un universo académico y de acción en todo lo que respecta a ciencia, salud y humanidades. Cuenta además con una editorial que edita la revista UMAI.tic., que tiene un catálogo de más de 60 libros.

### Unidades académicas
- Facultad de Ciencias de la Salud

- Facultad de Humanidades, Ciencias Sociales y Empresariales

- Escuela de Comunicación y Diseño Multimedial.

Centros de Investigación
Centro de Estudios Biomédicos, Básicos Aplicados y Desarrollo (CEBBAD); Centro de Ciencias Veterinarias (CCV); Centro de Ciencia, Tecnología Sociedad (CCTS) y Centro de Ciencias Naturales y Antropológicas (CCNA).